# Typton
Typton is een geslacht van kreeftachtigen uit de klasse van de Malacostraca (hogere kreeftachtigen).

## Soorten
- Typton ascensionis Manning & Chace, 1990
- Typton australis Bruce, 1973
- Typton bawii Bruce, 1972
- Typton capricorniae Bruce, 2000
- Typton carneus Holthuis, 1951
- Typton crosslandi Bruce, 1978
- Typton distinctus Chace, 1972
- Typton fapespae Almeida, Anker & Mantelatto, 2014
- Typton gnathophylloides Holthuis, 1951
- Typton hephaestus Holthuis, 1951
- Typton holthuisi De Grave, 2010
- Typton manningi Bruce, 2000
- Typton prionurus Holthuis, 1951
- Typton serratus Holthuis, 1951
- Typton spongicola O.G. Costa, 1844
- Typton tortugae McClendon, 1911
- Typton vulcanus Holthuis, 1951
- Typton wasini Bruce, 1977